# Карасуський сільський округ (Жарминський район)
Карасу́ський сільський округ (каз. Қарасу ауылдық округі, рос. Карасуский сельский округ) — адміністративна одиниця у складі Жарминського району Абайської області Казахстану. Адміністративний центр — село Кіши-Карасу.
Населення — 742 особи (2021; 1318 у 2009, 1919 у 1999, 3037 у 1989).
Станом на 1989 рік існували Карасуська сільська рада (села Аскарали, Мале Карасу) з центром у селі Мале Карасу та Дельбегетейська сільська рада (села Громовка, Карповка, Суикбулак) з центром у селі Громовка колишнього Чарського району. 1998 року село Узинжал (колишнє село Карповка) було передане до складу Терістанбалинського сільського округу. Село Суикбулак було ліквідовано 2013 року.

## Склад
До складу округу входять такі населені пункти:
| Населений пункт     | Старі назви | Населення, осіб (1989) | Населення, осіб (1999) | Населення, осіб (2009) | Населення, осіб (2021) |
| ------------------- | ----------- | ---------------------- | ---------------------- | ---------------------- | ---------------------- |
| Аскарали, село      | -           | 265                    | 318                    | 209                    | 93                     |
| Кіши-Карасу, село   | Мале Карасу | 1531                   | 913                    | 611                    | 391                    |
| Конирбіїк, село     | Громовка    | 1016                   | 597                    | 448                    | 253                    |
| --ділянка Диткомуна | -           | -                      | -                      | -                      | 4                      |
| --ділянка Коксу     | -           | -                      | -                      | -                      | 1                      |
| Суикбулак, село     | -           | 225                    | 91                     | 50                     | -                      |